# Lashmer Gordon Whistler
Sir Lashmer Gordon Whistler, britanski general, * 1898, † 1963.